# Tullia Magrini

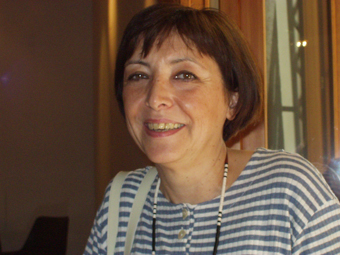
Tullia Magrini al 6º Meeting del Gruppo di Studio dell'ICTM Anthropology of Music in Mediterranean Cultures. Venezia, 10-12 giugno 2004

Tullia Magrini (Imola, 15 aprile 1950 – Bologna, 24 luglio 2005) è stata un'etnomusicologa e antropologa italiana.

## Studi
Professoressa associata di Antropologia della musica all'Università di Bologna, ha svolto ricerca sul campo in Italia, Grecia, Bali e Madagascar. È stata segretaria generale della Società Italiana di Etnomusicologia (1982-86) e presidente del Comitato italiano dell'ICTM (dal 1986). Nel 1992 ha fondato il Gruppo di studio dell'ICTM  "Anthropology of Music in Mediterranean Cultures" e ne è stata la presidente fino alla sua prematura scomparsa. Nel 1994 ha fondato il Web bulletin "Italian Ethnomusicology - ITEM" che nel 1996 è confluito nella rivista multimediale Music and Anthropology.

### Principali pubblicazioni
- Forme della musica vocale e strumentale cretese (1981)[2]
- Canti d'amore e di sdegno: Funzioni e dinamiche psichiche della cultura orale (1986)[2]
- Il Maggio drammatico: Una tradizione di teatro in musica (1992)[2]
- Antropologia della musica e culture mediterranee (1993)[2]
- Uomini e suoni: Prospettive antropologiche nella ricerca musicale (1995)[2]
- Contributi per The World of Music, Yearbook for Traditional Music, Ethnomusicology Online, MGG, Ethnomusicology  e The New Grove Dictionary of Music and Musicians[2]